# Gymnopilus jalapensis
Gymnopilus jalapensis là một loài nấm thuộc họ Cortinariaceae.